# Altopiano Detroit
L'altopiano Detroit (in inglese Detroit Plateau), centrato alle coordinate 64°10′S 60°00′W, è un altopiano completamente ricoperto dai ghiacci situato nella Terra di Graham, in Antartide. In particolare, l'altopiano si trova a metà strada tra la costa di Davis, a ovest, e la costa di Nordenskjöld, a est, e si estende per circa 150 km da sud-ovest a nord-est fino all'interno della penisola Trinity. I confini dell'altopiano, la cui altezza varia tra i 1500 e i 1900 m s.l.m., sono segnati a nord-est dal versante meridionale del ghiacciaio Russell occidentale e a sud-ovest dall'inizio dell'altopiano di Herbert.
Dai versanti dell'altopiano fluiscono diversi ghiacciai, tra i quali l'Akaga, il Bombardier, il Dinsmoor, l'Edgeworth, il Pyke, il Dreatin, il Pettus e molti altri ancora.

## Storia
L'altopiano Detroit fu scoperto da Sir Hubert Wilkins che lo fotografò durante una ricognizione aerea il 20 dicembre 1928. Lo stesso Wilkins lo battezzò Altopiano della società aerea Detroit, in onore di una società che aveva preso parte all'organizzazione della sua spedizione, ma la comunità internazionale approvò alla fine solo una versione abbreviata del nome originale. I versanti orientale e settentrionale dell'altopiano furono in seguito mappati dal British Antarctic Survey, che all'epoca si chiamava ancora Falkland Islands and Dependencies Survey, nel 1946-47.